# Chrysoritis adonis
Chrysoritis adonis is een vlinder uit de familie van de Lycaenidae. De wetenschappelijke naam van de soort is voor het eerst gepubliceerd in 1962 door Kenneth Misson Pennington.
De soort komt voor in Zuid-Afrika (West-Kaap).